# レオポルト・アウアー
レオポルト・アウアー（Leopold Auer, マジャル語ではアウエル・リポート（Auer Lipót）。1845年6月7日 - 1930年7月15日）は、ハンガリー出身のユダヤ系ヴァイオリン奏者、教育者、指揮者、作曲家である。

## 経歴
ヴェスプレームに生まれ、ブダペストとウィーンでヤーコプ・ドントらからヴァイオリンを学び、ハノーファーでヨーゼフ・ヨアヒムに師事した。
1863年から1865年までデュッセルドルフ交響楽団でコンサートマスターを務めたのち、1866年から1867年までハンブルクで活躍した。
1868年からサンクトペテルブルクに移り、1917年までペテルブルク音楽院で教鞭を執る。1918年にアメリカ合衆国に移り、最後はフィラデルフィアでカーティス音楽院の教壇に立った。
ドレスデン郊外のロシュヴィッツに客死し、ニューヨーク州ハーツデールのファーンクリフ墓地に埋葬された。

## レパートリー
多くの作曲家から作品を献呈されており、チャイコフスキーのヴァイオリン協奏曲もその一つであったのだが、そのときにアウアーは演奏を断わっている。この曲を演奏不可能と考えたためであったが（またはチャイコフスキーが自分にではなく、別人に作曲の助言を受けていたことに立腹したためとも言われる）、後に考え直し、この曲を演奏するようになった。
販売用のレコード録音は行わなかったが、生徒に配布する為にSP盤片面をアメリカヴィクターで2枚録音（チャイコフスキーのメロディー、ブラームスのハンガリー舞曲第1番）した。そのレコードの一曲目は生徒4人に、二曲目はその他の生徒に後に配布したのみで、本人物故後に日本ビクターのマネジャーが未亡人を訪ねたが、この時には一般発売は断られ、LP普及後にやっと許可が出て復刻されるに及んだ。

## 教育活動

### 弟子たち
アウアーは最も重要なヴァイオリン教師の一人として知られており、多くの有名なヴァイオリニストが子供時代からアウアーの指導を受けた。その中に、ボリス・シボー、エフレム・ジンバリスト、ミッシャ・エルマン、ナタン・ミルシテイン、トーシャ・ザイデル、ヤッシャ・ハイフェッツ、ベンノ・レビノフ、エディ・ブラウン、キャスリン・パーロー等がいる。

### 教育方針
生徒が自分で考えることを重視しており、生徒の演奏でうまくいかない箇所があったときは、すぐに解決法を示すのではなく「なぜ今はっきりしていなかったかわかるかい？」と尋ねた。同様に、エチュードは自分自身で考案することを推奨していた。
また、トーシャ・ザイデルによれば、アウアーの門下生たちは毎日すべての重音で音階練習をしていた。

## 作曲
アウアーは数少ないがヴァイオリン曲を作曲している。その中にはヴァイオリンとピアノのための「ハンガリー狂詩曲 Rhapsodie hongroise」がある。また、多くの作曲家のヴァイオリン協奏曲（ベートーヴェンとブラームスのものを含む）のためにカデンツァを作った。著書に『Violin Playing as I Teach It 』(1920)、『My Long Life in Music 』(1923)などがある。

## 親族
ジャズ・ヴィブラフォーン奏者のヴェラ・アウアーは姪。俳優のミッシャ・アウアー（ミシャ・オウア;本名はミッシャ・ウンスコフスキー）は孫にあたる。